# Tom Hamilton
Thomas William Hamilton (Colorado Springs, 31 december 1951) is een Amerikaanse rockbassist, vooral bekend als de bassist van de hardrockband Aerosmith. Hij heeft regelmatig samen liedjes geschreven voor Aerosmith, waaronder twee van de grootste hits van de band: Sweet Emotion (1975) en Janie's Got a Gun (1989). Hamilton speelt af en toe gitaar (bijv. Uncle Salty, Sick as a Dog), zingt achtergrondzang (bijv. Love in an Elevator) en in zeldzame gevallen leadzang (Up On The Mountain).

## Biografie
Thomas William Hamilton werd geboren als zoon van George en Betty Hamilton in Colorado Springs, Colorado, die nu in Vero Beach, Florida wonen. Hij heeft een oudere broer genaamd Scott, een oudere zus genaamd Perry, en een jongere zus genaamd Cecily. Zijn vader zat bij de luchtmacht en zijn moeder was huisvrouw.
Hij leerde voor het eerst gitaar spelen van zijn broer, die zijn eerste gitaar kreeg toen Tom vier jaar oud was. Hamilton begon met gitaar spelen toen zijn oudere broer Scott hem zijn eerste akkoorden leerde op 12-jarige leeftijd. Tom wisselde naar bas op 14-jarige leeftijd om zich bij een lokale band aan te sluiten, omdat ze op die positie een open plek hadden. Hamilton zat in een paar bands met de aanstaande Aerosmith-gitarist Joe Perry en David "Pudge" Scott. Een van de bands heette simpelweg The Jam Band. Het was tijdens een Jam Band-optreden in de zomer van 1970 op een plaats genaamd The Barn in Sunapee, New Hampshire, dat de Jam Band Steven Tyler ontmoette en de vier stemden ermee in om naar Boston te verhuizen om een band op te richten (nog niet genoemd Aerosmith). Scott verliet de band kort daarna en werd vervangen door Tyler op drums. De drie werden een powertrio met Hamilton op bas, Perry op gitaar en Tyler op drums en zang. Toen kwam Ray Tabano erbij en uiteindelijk voegde Joey Kramer zich erbij (die de naam Aerosmith bedacht) om Tyler op drums te vervangen, zodat deze zich kon concentreren op zang. Tabano werd vervangen door Brad Whitford en Aerosmith was geboren.
Volgens de officiële website van de band is Hamiltons favoriete nummer van de band The Farm (van het album Nine Lives uit 1997). Hij trouwde in 1975 met Terry Cohen en ze hebben twee kinderen, Julian en Sage.
In augustus 2006 kondigde hij aan dat bij hem keel- en tongkanker was vastgesteld en een zeven weken durende kuur met bestraling en chemotherapie had ondergaan. Als gevolg hiervan miste hij Aerosmiths Route of All Evil Tour. David Hull (die in het Joe Perry Project speelde) was zijn vervanger. Daarvoor had Hamilton nog nooit een Aerosmith-show gemist. Hij zat met de band in Sweet Emotion tijdens hun Boston-show in september 2006 en speelde een volledig optreden in een privéshow in het Beacon Theatre in New York op 3 december 2006. Op 20 december 2006 rapporteerde Hamilton via Aero Force One dat hij kankervrij was na een recente PET-scan. Hij onderging nog een operatie, waardoor hij een deel van de Aerosmith/ZZ Top Tour moest missen. David Hull verving hem opnieuw tijdens zijn afwezigheid. Zijn kanker keerde terug in 2011, maar hij is nu kankervrij.
Hamilton verliet de Australische tournee van april 2013 na twee shows vanwege een infectie op de borst. David Hull werd vanuit de Verenigde Staten ingevlogen om in te vullen.
In april 2016 kondigde Thin Lizzy aan dat Hamilton zich bij hen zou voegen voor hun reünieshows in 2016 en 2017.
Hamiltons favoriete bassisten zijn John Paul Jones, John Entwistle en Paul McCartney.

## Discografie

### Aerosmith-nummers geschreven
De volgende Aerosmith-nummers hebben een schrijfkrediet voor Tom Hamilton
- Sweet Emotion van Toys in the Attic
- Uncle Salty van Toys in the Attic
- Sick as a Dog van Rocks
- Critical Mass" van Draw the Line
- Kings and Queens van Draw the Line
- The Hand That Feeds van Draw the Line
- The Reason a Dog van Done with Mirrors
- The Hop van Done with Mirrors
- Janie's Got a Gun van Pump
- The Movie van Permanent Vacation
- Krawhitham van Pandora's Box
- Beautiful van Music From Another Dimension!
- Tell Me van Music From Another Dimension!
- Lover Alot van Music From Another Dimension!
- Can't Stop Lovin' You van Music From Another Dimension!
- Up on the Mountain van Music From Another Dimension! (Deluxe Version) [bevat ook leadzang]